# John Martin (pilote automobile)
Pour les articles homonymes, voir John Martin (homonymie) et Martin.
John Martin est un pilote automobile australien né le 8 juillet 1984. Il a piloté notamment en championnat du monde d'endurance FIA en LMP2.

## Biographie
John Martin est né le 8 juillet 1984.

## Débuts en sport automobile (2005)
John Martin commence sa carrière de pilote en 2005 au sein du Championnat d'Australie de Formule Ford. L'année suivante, il remporte le championnat tout en s'engageant dans le Championnat de Grande-Bretagne de Formule Ford.
En 2007, il participe au Championnat de Grande-Bretagne de Formule 3. Il persévère dans ce championnat l'année d'après, tout en pilotant en A1 Grand Prix lors des saisons 2007-2008 et 2008-2009.
Il pilote ensuite dans la Formula Renault 3.5 Series 2009 ainsi qu'en Superleague Formula où il restera jusqu'en 2011, année où il est sacré champion.

## Participations en endurance (depuis 2012)
En 2012, il rejoint le Championnat du monde d'endurance FIA en LMP2, ce qui lui permet de signer une première participation aux 24 Heures du Mans où il finit à la 13e place. Il n'enregistre aucun podium dans sa catégorie.
En 2013, il rejoint l'équipe G-Drive Racing, toujours en LMP2. Malgré un déclassement aux 24 Heures du Mans, il se classe 3e du championnat des pilotes LMP2, et ce grâce à quatre victoires sur les huit manches de la saison.
Sa carrière s'oriente par la suite vers l'United SportsCar Championship 2014, avant un retour en Australie dans le championnat national de Porsche Carrera Cup.

## Palmarès
- Vainqueur du Championnat d'Australie de Formule Ford en 2006 ;
- Vainqueur en Superleague Formula saison 2011 ;
- Vainqueur des 6 Heures de São Paulo 2013 en LMP2 ;
- Vainqueur des 6 Heures du circuit des Amériques 2013 en LMP2 ;
- Vainqueur des 6 Heures de Shanghai 2013 en LMP2 ;
- Vainqueur des 6 Heures de Bahreïn 2013 en LMP2.

## Résultats aux 24 Heures du Mans
| Année | Équipe                | Équipiers                 | Voiture         | Classe | Tours | Pos. | Class Pos. |
| ----- | --------------------- | ------------------------- | --------------- | ------ | ----- | ---- | ---------- |
| 2012  | ADR (en)-Delta        | Tor Graves Jan Charouz    | Oreca 03-Nissan | LMP2   | 346   | 13e  | 6e         |
| 2013  | G-Drive Racing-Nissan | Roman Rusinov Mike Conway | Oreca 03-Nissan | LMP2   | 327   | EX   | EX         |

### Résultats en Championnat du monde d'endurance FIA
| Année | Équipe         | Classe | Voiture  | Moteur                 | 1     | 2     | 3      | 4     | 5      | 6      | 7     | 8     | Rang | Points |
| ----- | -------------- | ------ | -------- | ---------------------- | ----- | ----- | ------ | ----- | ------ | ------ | ----- | ----- | ---- | ------ |
| 2012  | ADR (en)-Delta | LMP2   | Oreca 03 | Nissan VK45DE 4.5 L V8 | SEB 9 | SPA 7 | LMS 11 | SIL 8 | SÃO 12 | BHR 20 | FUJ 8 | SHA 7 | 17e  | 26     |
| 2013  | G-Drive Racing | LMP2   | Oreca 03 | Nissan VK45DE 4.5 L V8 | SIL 6 | SPA 4 | LMS EX | SÃO 1 | COA 1  | FUJ 2  | SHA 1 | BHR 1 | 3e   | 132    |